# Christian Benteke
Christian Benteke Liolo (Kinshasa, Zaire, 3 de desembre de 1990) és un jugador nascut al Zaire (actual República Democràtica del Congo) però nacionalitzat belga que juga pel DC United.
Nascut a Kinshasa, va haver d'emigrar cap a Bèlgica fugint del règim de Mobutu i marxaren cap a Lieja, Bèlgica. Com a jugador es formà al JS Pierrusse. Tot i la seva joventut ha jugat en diversos equips com el Standard de Lieja, el Genk, l'Aston Villa, el Liverpool FC i finalment el Crystal Palace.

## Carrera Esportiva

### Bèlgica
Benteke es formà al JS Pierrusse, després fitxà pel Standard de Lieja i després va marxar cap al Genk. Tornà al Standard el 2009 i el 7 d'agost del 2009 va firmar una cessió per una temporada al KV Koritijk. Posteriorment a la temporada 2010-2011 va firmar una cessió pel Mechelen per una temporada. Al final d'aquesta va tornar al Genk i jugà durant la temporada 2011-2012.

### Anglaterra

#### Aston Villa

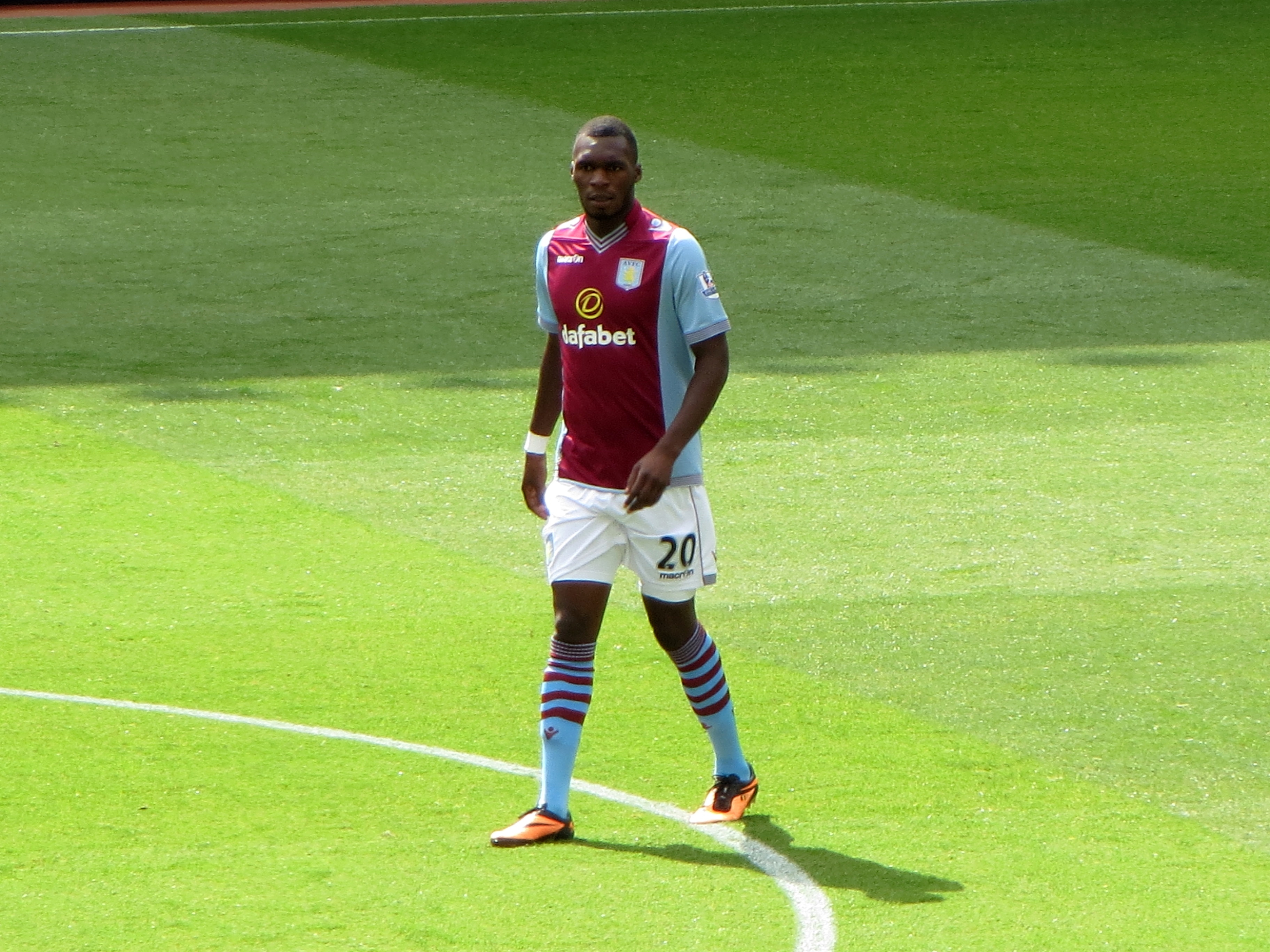
Benteke amb l'Aston Villa

Benteke es va unir a l'Aston Villa a finals d'agost del 2012 a canvi d'un contracte de 4 anys i el club anglès pagà una suma de 7 milions de lliures pel seu traspàs. Benteke afirmà que per ell havia sigut un somni jugar a la FA Premier League i va agraïr als tècnics i jugadors del KRC Genk pel seu traspàs.
El 15 de setembre de 2012, Benteke va marcar en el seu debut amb l'equip anglès entrant com a substitut de l'austríac Andreas Weimann. El tècnic del Aston Villa declarà que en el seu debut, Benteke s'havia fet valdre com a jugador i el va descriure com un "jugadoràs" tot i que encara era jove.

#### Liverpool
El 22 de juliol de 2015 el Liverpool va fer oficial la incorporació de Benteke a l'equip.
El 9 d'agost va realitzar el seu debut contra el Stoke City. Vuit dies després va marcar el seu primer gol a la lliga davant del Manchester United.